# Майк Сорбер
Майк Сорбер (англ. Mike Sorber, нар. 14 травня 1971, Флориссент) — американський футболіст, що грав на позиції півзахисника. По завершенні ігрової кар'єри — тренер.
Виступав, зокрема, за клуби «УНАМ Пумас» та «Нью-Йорк Метростарс», а також національну збірну США.

## Клубна кар'єра
Народився 14 травня 1971 року в місті Флориссент. Вихованець футбольної школи клубу «Сент Луїс Юніверсіті».
У дорослому футболі дебютував 1994 року виступами за команду «УНАМ Пумас», у якій провів два сезони, взявши участь у 51 матчі чемпіонату. Більшість часу, проведеного у складі «УНАМ Пумас», був основним гравцем команди.
Протягом 1996 року захищав кольори клубу «Канзас-Сіті Візардс».
Своєю грою за останню команду привернув увагу представників тренерського штабу клубу «Нью-Йорк Метростарс», до складу якого приєднався 1997 року. Відіграв за команду з Нью-Йорка наступні два сезони своєї ігрової кар'єри. Граючи у складі «Нью-Йорк Метростарс» також здебільшого виходив на поле в основному складі команди.
Протягом 2000 року захищав кольори клубу «Нью-Інгленд Революшн».
Завершив ігрову кар'єру у команді «Чикаго Файр», за яку виступав протягом 2000 року.

## Виступи за збірну
У 1992 році дебютував в офіційних матчах у складі національної збірної США.
У складі збірної був учасником розіграшу Кубка Америки 1993 року в Еквадорі, чемпіонату світу 1994 року у США, розіграшу Кубка Америки 1995 року в Уругваї, розіграшу Золотого кубка КОНКАКАФ 1996 року у США, на якому команда здобула бронзові нагороди.
Загалом протягом кар'єри в національній команді, яка тривала 7 років, провів у її формі 67 матчів, забивши 2 голи.

## Кар'єра тренера
Розпочав тренерську кар'єру невдовзі по завершенні кар'єри гравця, 2001 року, увійшовши до тренерського штабу клубу «Сент Луїс Юніверсіті».
У подальшому входив до тренерських штабів клубів США, «Монреаль Імпакт» та «Філадельфія Юніон».
Наразі останнім місцем тренерської роботи був клуб «Філадельфія Юніон», у якому Майк Сорбер був одним з тренерів головної команди з 2014 по 2017 рік.

## Титули і досягнення
- Бронзовий призер Золотого кубка КОНКАКАФ: 1996